# Truth (PAMELAHのアルバム)
『Truth』（トゥルース）は、PAMELAHの1枚目のアルバム。

## 概要
PAMELAHのファースト・アルバム。推定売上枚数は21万枚を記録。

## 収録曲
1. キレイになんか愛せない
2. CANDLE
3. Rainy Night
4. Best Chance
5. 終わらない恋
6. LOOKING FOR THE TRUTH
7. I FEEL DOWN
8. 忘れたいのに
9. stay cool
10. Dream Again
「キレイになんか愛せない」のカップリング曲。シングルテイクと比べ、若干こもったソフトな仕上がりとなっている。

作詞：水原由貴 (1-5,7-9) 、Mariko Kurosawa (6,10)
作曲・編曲：小澤正澄 (ALL)

## 参加ミュージシャン
- 水原由貴 - ボーカル、コーラス
- 小澤正澄 - ギター、シンセサイザー
- 高原由妃 - コーラス（4，5，9）
- 生沢佑一 - コーラス（6）